# Svartsö
Svartsö ist eine der größeren Inseln im Stockholmer Schärengarten zwischen Möja und Ljusterö. Svartsö gehört zur Värmdö kommun und befindet sich circa 2 Seemeilen östlich von Süd-Ljusterö, gleich südlich von Ingmarsö. Die Insel ist etwa 8 Kilometer lang und 1,5 Kilometer breit. Svartsö ist eine lebendige Schärengarten-Insel mit einer offenen Landschaft. Auf der Insel leben etwa 60 Personen. Diese Zahl steigt während der Sommermonate auf etwa 800. Der Grund liegt darin, dass viele Menschen aus den Großstädten dort ihr Sommerhaus haben. Auf der Insel gibt es auch eine Schule. In dieser werden Schüler aus der Unter- und Mittelstufe unterrichtet. Außerdem findet man dort noch ein Lebensmittelgeschäft, eine Post, das Systembolaget und eine Apotheke. Zusätzlich gibt es noch ein Restaurant sowie ein Hotel mit Konferenzmöglichkeiten. Das Wegenetz der Insel besteht überwiegend aus Schotterwegen oder Trampelpfaden. Die Insel ist leicht zugänglich für Rollstuhlfahrer und verfügt über behindertengerechte Toiletten.

## Skälvik
Skälvik oder auch genannt Självik ist ein Gutshof auf der Mitte der Insel, eine Bootsanlegestelle auf der Südseite der Insel und eine Bucht auf Nord-Svartsö. Der Anlegesteg hat seinen Namen von dem Gut, welches einen großen Teil der Insel einnimmt. Das Gut wiederum hat seinen Namen von der Bucht, welche ihren Namen von den Robben (schwedisch Säl) hat, die in der Mundart der Einheimischen Själ ausgesprochen wird.

## Alsvik
Im Jahr 1732 ließ der Ziegelfabrikant und Bankier Johan Söderling sich in Alsvik auf Svartsö ein Steinhaus errichten. Dies war für die damalige Zeit bemerkenswert, da bis in die heutige Zeit hinein in Schweden die Häuser aus Holz erbaut werden. Söderling betrieb eine Ziegelei auf der Nachbarinsel Stora Hästnacken, diese befand sich dort über 100 Jahre. Zwischen dem Haus und Alviks Landungsbrücke befindet sich das Gemeindezentrum, welches in den 1880er-Jahren vom schwedischen Missionsverbund errichtet worden war. Dieses Gebäude wird heute für Versammlungen, Feste und Ausstellungen genutzt.

## Natur
Weil Svartsö eine so große Insel ist, ist die Natur sehr abwechslungsreich. Es gibt dort sowohl große Wälder als auch weite Weiden und Wiesen. Auf der Insel existiert keine Landwirtschaft, aber die Landschaft wird mittels vielen Freiwilligen und Schafen sowie Kühen offen gehalten. Der Wald auf Svartsö ist absolut typisch für diese Gegend des Schärengartens. Dort gibt es sowohl einen alten Bestand an Nadelhölzern als auch einen jüngeren Mischwald. Im Wald kann man Blaubeeren, Preiselbeeren, Heidekraut, Maiglöckchen, Orchideen und Pilze finden. Auf der Insel befinden sich fünf Binnenseen. Der größte von ihnen, der Storträsk (deutsch Großer Teich), verfügt über eine eigene kleine Insel. Die Insel heißt Boholmen (deutsch Wohninsel) und hat ihre eigene Geschichte. Auf diese Insel floh die Bevölkerung von Svartsö während der russischen Verwüstungen im Jahr 1719. Dort vergruben viele ihr Eigentum, um es vor den Plünderungen der Russen in Sicherheit zu bringen. Der Sage nach, kommt ein Verwunschener auf die Insel und sucht nach dem vergessenen Eigentum der ehemaligen Bewohner. In dem großen Binnensee kann man, mit ein bisschen Glück, Biber beobachten.

## Vereine
- Svartsö Samfällighetsförening (deutsch Svartsö Gemeinschaftsverein) - Kümmert sich um die Wege und Landungsstege auf der Insel. In ihm sind alle Hauseigentümer Mitglied.
- Svartsörådet (deutsch Svartsö-Rat) - Eine Interessenvereinigung für die Einwohner und die Dauergäste im Sommer. Dieser Verein kümmert sich um die Entwicklung der Insel.[2]
- Skärgårdsliv på Svartsö (deutsch Schärengartenleben auf Svartsö) - Ist eine Interessenvereinigung, welche sich darum bemüht, den Charakter von Svartsö zu erhalten.

## Verkehrsanbindung
Svartsö wird von den Fahrgastlinien Waxholmsbolaget und Cinderellabåtarna mit einem regelmäßigen Fahrplan angelaufen. Zusätzlich gibt es noch ein Wassertaxi. Die vier Anlegestellen heißen: Alsvik, Skälvik, Söderboudd und Norra Svartsö. Zusätzlich gibt es noch drei Wassertaxi-Unternehmen. Diese tragen die Namen: Svartsö Sjötaxi, SeaCab Möja AB und Ingmarsö Sjötaxi.